# Roland Materna
Roland Materna (* 30. Januar 1934 in Mueß)  war ein deutscher Politiker und Funktionär der DDR-Blockpartei DBD. 

## Leben
Materna war staatlich geprüfter Landwirt und Mitglied der LPG Tierproduktion Zierzow, Kreis Ludwigslust und nahm 1968 am 8. Parteitag der Demokratischen Bauernpartei Deutschlands teil.
Von 1989 bis 1990 war Materna Mitglied der Volkskammer der DDR. Er rückte am 1. Dezember 1989 für den Abgeordneten Ernst Goldenbaum nach.